# Taromenane
Taromenane (Taromenani), jedna od nekontakotranih skupina Huaorani Indijanaca nasetanjena na području nacionalnog parka Yasuni u istočnom Ekvadoru. Populacija im iznosi između 150 i 300. 
Godine 2008. nekoliko ih je možda pobijeno prilikom napada ilegalnih drvosjeća na njih i Tagaere.